# Martin Samuelsen
Martin Samuelsen (* 17. April 1997 in Haugesund) ist ein norwegischer Fußballspieler, der derzeit beim englischen Drittligisten Hull City unter Vertrag steht und von dort im Februar 2021 an den dänischen Klub Aalborg BK ausgeliehen wurde. Er bestritt drei Länderspiele für die norwegische Fußballnationalmannschaft.

## Vereinskarriere

### West Ham United
Samuelsen, der seine Kindheit teilweise in Kalifornien verbrachte, verließ im Jahr 2012 seine Heimat Norwegen und wechselte in die Jugendakademie von Manchester City. Nach drei Jahren wurde der Offensivspieler im Sommer 2015 an den Erstligisten West Ham United abgegeben, wo er einen Zwei-Jahres-Vertrag unterschrieb. Für die Londoner bestritt Samuelsen seine ersten Spiele auf professioneller Ebene, als er im Juli 2015 in den beiden Europa-League-Qualifikationsspielen gegen den maltesischen Birkirkara FC jeweils eingewechselt wurde. In der Hinrunde der Saison 2015/16 wurde Samuelsen anschließend nur in der Reservemannschaft von West Ham eingesetzt. Daraufhin verlieh ihn der Verein im November an den Drittligisten Peterborough United. Für das Team aus Cambridgeshire erzielte er sein erstes Tor im Profibereich, als er am 2. Januar 2016 beim 3:2-Sieg im Ligaspiel gegen Sheffield United zum 3:1 traf. Bis zum Ende der Saison kam Samuelsen für Peterborough auf 17 Einsätze in der Liga und erzielte ein weiteres Tor im FA Cup gegen Preston North End. Seine guten Leistungen bei Peterborough brachten ihm auch die ersten Nominierungen für die norwegische Nationalmannschaft ein.
Nach der Saison kehrte er zu West Ham United zurück, wo er einen neuen Vierjahresvertrag bis 2020 unterschrieb. Kurz darauf wurde er erneut verliehen, kam beim Zweitligisten Blackburn Rovers jedoch bis November nur zu vier Einsätzen, woraufhin das Leihgeschäft vorzeitig beendet wurde. Von Januar bis April 2017 folgte eine zweite Leihe an Peterborough United, Samuelsen konnte jedoch seine Leistungen aus der Vorsaison nicht bestätigen. Zwischendurch war er in dieser Saison auch für West Hams Reservemannschaft im Einsatz.
In der Hinrunde der Saison 2017/18 trat Samuelsen wieder für West Hams Reserve an und verhalf ihr mit zwei Toren in der Vorrunde zum Erreichen der zweiten Runde der EFL Trophy, einem Pokalwettbewerb der englischen Dritt- und Viertligisten, zu dem auch Reservemannschaften der Erstligateams eingeladen werden. In der Rückrunde folgte das nächste Leihgeschäft zum Zweitligisten Burton Albion. Hier kam er zu neun Ligaeinsätzen, wurde jedoch auch aus Krankheitsgründen im Saisonfinale kaum noch berücksichtigt. Für Burton endete die Saison mit dem Abstieg in die dritte Liga.
Für die Saison 2018/19 wurde Samuelsen zunächst zum niederländischen Erstligisten VVV-Venlo ausgeliehen, wo er zu Beginn häufiger zum Einsatz kam und mit zwei Toren beim 3:0 im Pokalwettbewerb gegen den Viertligisten RKVV Westlandia zum Erreichen der zweiten Runde beitrug. Im weiteren Verlauf der Hinrunde folgten jedoch meist nur noch Kurzeinsätze. Das Leihgeschäft wurde daraufhin im Februar 2019 vorzeitig beendet und Samuelsen stattdessen an den norwegischen Erstligisten FK Haugesund aus seiner Geburtsstadt weiterverliehen. Bei Haugesund kam Samuelsen häufiger zum Zuge und etablierte sich im Laufe der zweiten Jahreshälfte in der Startelf der Mannschaft. Bis Jahresende kam er auf 28 Ligaspiele und sechs Tore. Im norwegischen Fußballpokal wurde er mit sieben Toren Torschützenkönig und trug damit dazu bei, dass Haugesund zum zweiten Mal nach 2007 das Pokalfinale erreichte. Dieses ging 0:1 gegen Viking Stavanger verloren. Zudem gelang ihm sein erstes Tor im Europapokal, als er in der ersten Europa-League-Qualifikationsrunde beim 5:1-Sieg gegen den nordirischen Cliftonville FC einen Treffer beisteuerte.
Nach Ablauf des Leihgeschäfts mit dem FK Haugesund verließ Samuelsen West Ham United endgültig. In viereinhalb Jahren war er nur in den zwei Europa-League-Qualifikationsspielen im Jahr 2015 zum Einsatz für deren erste Mannschaft gekommen.

### Hull City
Im Januar 2020 schloss sich Samuelsen dem englischen Zweitligisten Hull City an, wo er auf seinen früheren Trainer bei Peterborough United Grant McCann traf. Mit den Tigers stieg er am Saisonende in die dritte Liga ab. Anfang Februar 2021 schloss er sich in Dänemark leihweise Aalborg BK an, mit der Option auf einen dauerhaften Wechsel zum Ende der Spielzeit.

## Nationalmannschaft
Samuelsen durchlief ab der U-16 diverse Jugendnationalmannschaften, bevor er am 1. Juni 2016 in einem Freundschaftsspiel gegen Island erstmals für die norwegische Herrenmannschaft antrat. Sein erstes Tor erzielte er im Oktober des gleichen Jahres in seinem dritten Spiel beim 4:1 gegen San Marino im Rahmen der Qualifikation für die Fußball-Weltmeisterschaft 2018. Nach diesem Spiel wurde er bislang nicht mehr für die A-Nationalmannschaft berücksichtigt.